# Cisterna de Teodosio

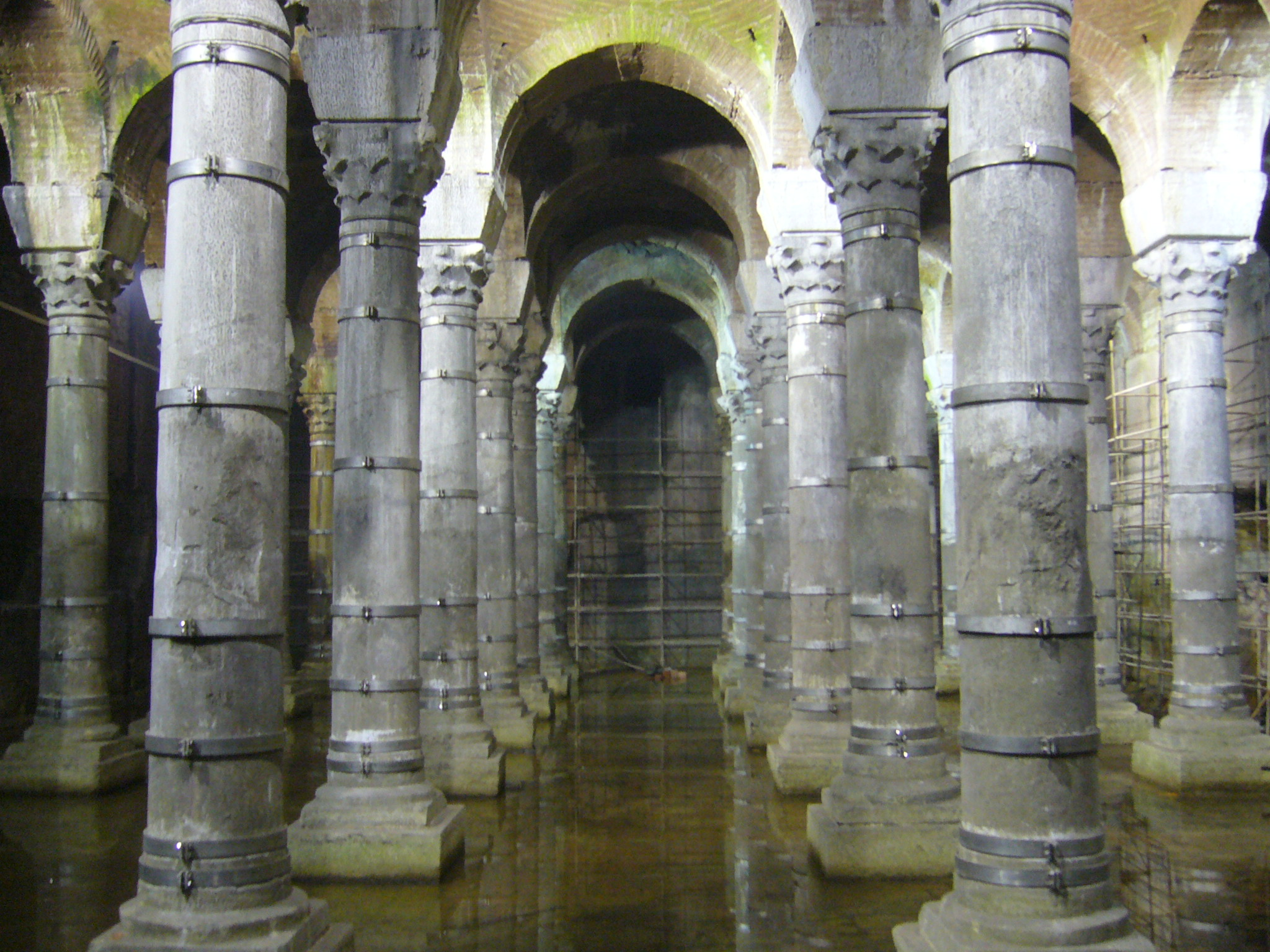
Columnas de la cisterna.

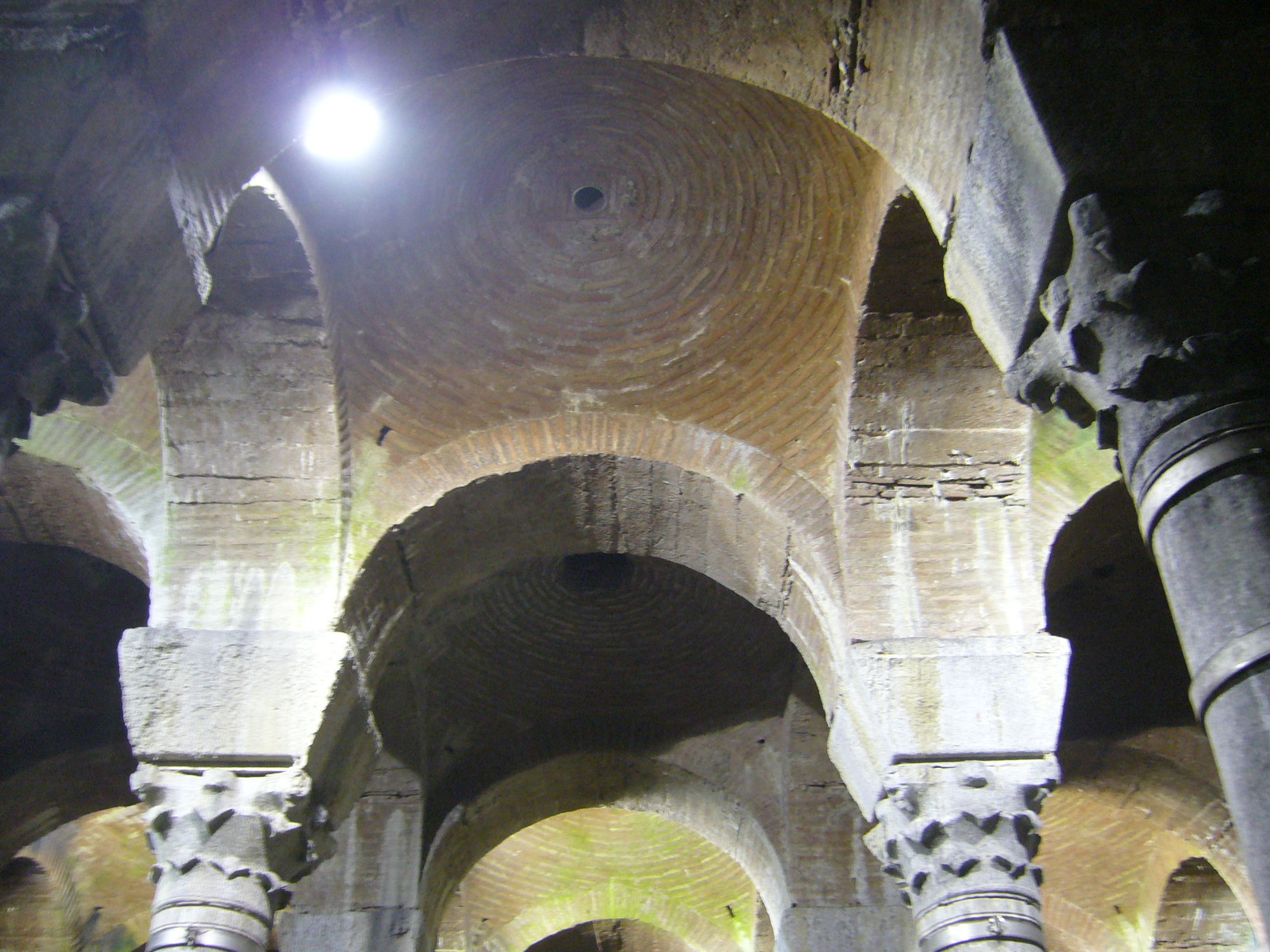
Cúpula de la cisterna.

El Palacio Sumergido (en turco, Şerefiye Sarnıçı) es una de las muchas cisternas existentes bajo la ciudad de Estambul, Turquía. Fue construida por el emperador bizantino Teodosio II entre los años 428 y 443 para guardar el agua que traía el Acueducto de Valente. El Acueducto de Valente fue redirigo por Teodosio al Ninfeo, los Baños de Zeuxippos y al Gran Palacio de Constantinopla. Esta redistribución llevó a la construcción de la Cisterna de Teodosio.
Tiene una superficie de 45 por 25 metros, y el techo a una altura de 9 metros está apoyado en 32 columnas de mármol.
Al igual que las cisternas Basílica y de Binbirdirek, está abierta al público. La entrada actual se encuentra en Piyer Loti Caddesi, en el distrito de Eminönü. 